# 이부 (1422년)
이부(李敷, ? ~ 1422년)는 고려 말, 조선 초의 무신이다. 군호는 흥원군(興原君)이다. 1392년 음력 4월 4일에 정몽주를 암살하는 데 참가하였으며, 같은 해 음력 7월 17일 조선 개국에 참여하여 개국 3등공신에 녹훈되었다. 상장군(上將軍)을 지냈다. 1422년 8월 3일 졸했다.